# 이보텐산
이보텐산(영어: ibotenic acid)은 광대버섯과 마귀광대버섯 등에서 찾을 수 있는 화합물이며, 독이다. 이보텐산은 Amanita ibotengutake에서 처음으로 분리되었다. 이보텐산을 섭취했을 때, 일부는 카르복시기가 제거되어 무시몰로 변하며, 50~100mg만 섭취해도 환각 작용을 일으킨다. 취한 상태는 섭취 한지 2~3시간 후에 가장 심하며, 착각이나 환각, 평형감각 상실, 근육 경련, 지각력 변화 등이 나타난다. 이는 6~8시간동안 계속되며, 섭취한 양에 따라 다르다.

## 같이 보기
- 테트로도톡신